# Coelorinchus acutirostris
Coelorinchus acutirostris är en fiskart som beskrevs av Smith och Lewis Radcliffe 1912. Coelorinchus acutirostris ingår i släktet Coelorinchus och familjen skolästfiskar. Inga underarter finns listade i Catalogue of Life.